# Ngadimulyo (Kedu)
Ngadimulyo is een bestuurslaag in het regentschap Temanggung van de provincie Midden-Java, Indonesië. Ngadimulyo telt 5403 inwoners (volkstelling 2010).